# Adrien Trebel
Adrien Trebel (Dreux, 3 maart 1991) is een Frans-Malagassisch voetballer die doorgaans als middenvelder speelt.

## Carrière

### Jeugdjaren
Trebel zag het levenslicht in Dreux (Eure-et-Loir). Zijn eerste club was CO Vernouillet. Pas vanaf zijn tiende kwam hij uit voor de club uit zijn geboortestad Dreux: Dreux Atlas. Hier speelde hij twee seizoenen. Daarop vertrok hij naar FC Chartres waar hij al na één seizoen werd opgemerkt door de scouts van FC Nantes. Zo verhuisde hij op zijn dertiende naar de groengele club.

### FC Nantes
Op 12 februari 2011, speelde Trebel zijn eerste match voor de eerste ploeg van Nantes tijdens Vannes OC – FC Nantes (1–0) in de Ligue 2. Trebel was toen 20. Zijn eerste doelpunt maakte hij tegen Istres (3–1), op 14 oktober 2011. Doordat Trebel zijn aflopend contract in seizoen 2013-2014 in januari niet wou verlengen werd hij voor de rest van het seizoen bij de b-kern geplaatst.

### Standard Luik
In de zomer van 2014 werd Trebel een vrije speler. Hij tekende een vierjarig contract bij Standard Luik.

### RSC Anderlecht
Trebel tekende in januari 2017 een contract bij RSC Anderlecht. In zijn eerste seizoen speelde hij zeventien competitieduels voor paars-wit. Het seizoen erop kwam hij in drieëndertig competitiewedstrijden in actie, waarin hij tweemaal scoorde.In juni 2018 werd hij verkozen tot Anderlecht-speler van het Seizoen. Trebel is in 2019 verwezen naar de B-kern van de club. Op 16 augustus in het seizoen 2020/21 werd Trebel voor het eerst sinds december 2019 weer in de basis opgesteld. Trebel gaf bij zijn terugkeer tegen STVV een assist, twee weken later maakte hij ook opnieuw zijn eerste doelpunt tegen KV Oostende. Om onbekende reden werd Trebel voor het seizoen 2021-22 terug naar de B-kern van Anderlecht verwezen.

### Lausanne-Sport
Op de laatste dag van de wintermercato, 31 januari 2022, werd Trebel verhuurd aan het Zwitserse Lausanne-Sport tot het einde van het seizoen 2021/22.

### RSC Anderlecht
Na de trainerswissel bij Anderlecht en de aanstelling van Felice Mazzù als coach kreeg Trebel tijdens de voorbereiding op het nieuwe voetbalseizoen 2022/'23 volop zijn kans. Op de openingsspeeldag won Anderlecht met 2-0 van KV Oostende. Daarbij startte Trebel in de basis en gaf hij de assist bij het openingsdoelpunt. Later in het seizoen werd hij opnieuw meer gebruikt als invaller en kwamen blessures opnieuw opdagen. Op 30 juni 2023 liep zijn contract af.

### Sporting Charleroi
Op 22 augustus 2023 tekende Trebel een contract voor een jaar bij Sporting Charleroi, maar een groot succes werd het niet. Hij kwam er amper aan spelen toe. Sinds 1 juli 2024 zit Trebel zonder club.

## Statistieken
| Seizoen                               | Club             | Land        | Competitie         | Competitie | Competitie | Beker | Beker | Europa | Europa | Totaal | Totaal |
| Seizoen                               | Club             | Land        | Competitie         | Wed.       | Dlp.       | Wed.  | Dlp.  | Wed.   | Dlp.   | Wed.   | Dlp.   |
| ------------------------------------- | ---------------- | ----------- | ------------------ | ---------- | ---------- | ----- | ----- | ------ | ------ | ------ | ------ |
| 2010/11                               | FC Nantes        | Frankrijk   | Ligue 2            | 16         | 0          | 2     | 0     | —      | —      | 18     | 0      |
| 2011/12                               | FC Nantes        | Frankrijk   | Ligue 2            | 34         | 1          | 3     | 0     | —      | —      | 37     | 1      |
| 2012/13                               | FC Nantes        | Frankrijk   | Ligue 2            | 31         | 2          | 2     | 1     | —      | —      | 33     | 3      |
| 2013/14                               | FC Nantes        | Frankrijk   | Ligue 1            | 12         | 0          | 3     | 0     | —      | —      | 15     | 0      |
| 2014/15                               | Standard Luik    | België      | Jupiler Pro League | 31         | 2          | 2     | 2     | 6      | 0      | 39     | 4      |
| 2015/16                               | Standard Luik    | België      | Jupiler Pro League | 30         | 1          | 6     | 2     | 4      | 1      | 40     | 4      |
| 2016/17                               | Standard Luik    | België      | Jupiler Pro League | 20         | 2          | 0     | 0     | 6      | 0      | 26     | 2      |
| 2016/17                               | RSC Anderlecht   | België      | Jupiler Pro League | 17         | 0          | 0     | 0     | 0      | 0      | 17     | 0      |
| 2017/18                               | RSC Anderlecht   | België      | Jupiler Pro League | 33         | 2          | 1     | 0     | 6      | 0      | 40     | 2      |
| 2018/19                               | RSC Anderlecht   | België      | Jupiler Pro League | 25         | 3          | 0     | 0     | 4      | 0      | 29     | 3      |
| 2019/20                               | RSC Anderlecht   | België      | Jupiler Pro League | 4          | 0          | 0     | 0     | —      | —      | 4      | 0      |
| 2020/21                               | RSC Anderlecht   | België      | Jupiler Pro League | 15         | 2          | 2     | 1     | 0      | 0      | 17     | 3      |
| 2021/22                               | RSC Anderlecht   | België      | Jupiler Pro League | 0          | 0          | 0     | 0     | 0      | 0      | 0      | 0      |
| 2021/22                               | → Lausanne-Sport | Zwitserland | Super League       | 15         | 1          | 0     | 0     | —      | —      | 15     | 1      |
| 2022/23                               | RSC Anderlecht   | België      | Jupiler Pro League | 3          | 0          | 0     | 0     | 2      | 0      | 5      | 0      |
| Totaal                                | Totaal           | Totaal      | Totaal             | 286        | 16         | 21    | 5     | 27     | 1      | 335    | 22     |
| Laatst bijgewerkt op 31 januari 2022. |                  |             |                    |            |            |       |       |        |        |        |        |

## Erelijst
| Competitie             |               |               |               |               |
| Competitie             | Aantal        | Jaren         |               |               |
| Standard Luik          | Standard Luik | Standard Luik | Standard Luik | Standard Luik |
| ---------------------- | ------------- | ------------- | ------------- | ------------- |
| Beker van België       | 1x            | 2015/16       |               |               |
| RSC Anderlecht         |               |               |               |               |
| Belgisch landskampioen | 1x            | 2016/17       |               |               |
| Belgische Supercup     | 1x            | 2017          |               |               |

## Privé
- De moeder van Trebel is afkomstig uit Madagaskar.